# 郑梦周
鄭夢周（韓語：정몽주；1337年—1392年4月），原名夢蘭，九歲改名夢龍，成年後又改名夢周，字達可（달가），號圃隱（포은），慶尚北道永川人，高麗王朝末期的政治家、外交家、哲學家、詩人、文學家，高麗王朝的最後的門下侍中（1390年-1392年4月）。被譽為韓國理學中興之祖。

## 生平

### 早期生活
夢周的祖上皆是下級武官，幼年發奮學文，自學成才，高麗恭愍王九年(1360年)中舉，十六年(1367年)受學李穡賞識，李穡爲儒學家。出任學官，負責講解朱子集注。後因父親逝世，辭官守孝三年，回朝後任大司成，負責同中國明朝重建朝貢關係。

### 政治生涯
1374年，恭愍王被弑殺，權臣李仁任立其養子辛禑為王，殺明朝使臣，重新投靠北元。夢周反對不成，被逐出都城，一度出使日本。辛禑九年(1383年)，明朝大軍壓境，高麗被迫派遣夢周前往南京朝見明太祖朱元璋。鄭夢周圓滿完成任務，再次重建了高麗和明朝的關係。
1388年，辛禑派李成桂出兵遼東，李成桂遂發動兵變（威化島回軍），將辛禑廢位，並立其子辛昌為王。次年，李成桂又廢黜辛昌，立王祺後裔王瑤，即恭讓王。鄭夢周在此期間出任守門下侍中，輔佐宰相李穡，史載其“不動聲色，張設威當，時稱王佐之才”。

### 死亡
1392年4月，恭讓王自感李成桂實力強大，為求自保，與鄭夢周商議密謀除掉李成桂。李成桂第五子李芳遠遂派人將其刺殺於開城的善竹橋，梟首于市，抄沒其家。
1400年，李芳遠繼位後，又因夢周忠義，重新追封其為“大匡輔國崇祿大夫領議政府事、修文殿大提學兼藝文春秋館事、益陽府院君”，諡號文忠，並將其入祀孔廟。
鄭夢周（圃隱）與其業師李穡（牧隱）、同窗吉再（冶隱）等人並稱“麗末三隱”。

## 後世評價
他的弟子多有所成，被稱朝鲜理學之祖。

## 圖集

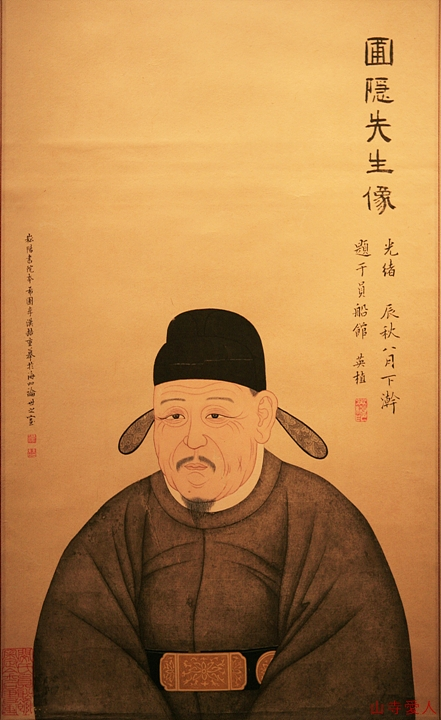
鄭夢周像（1880年作）
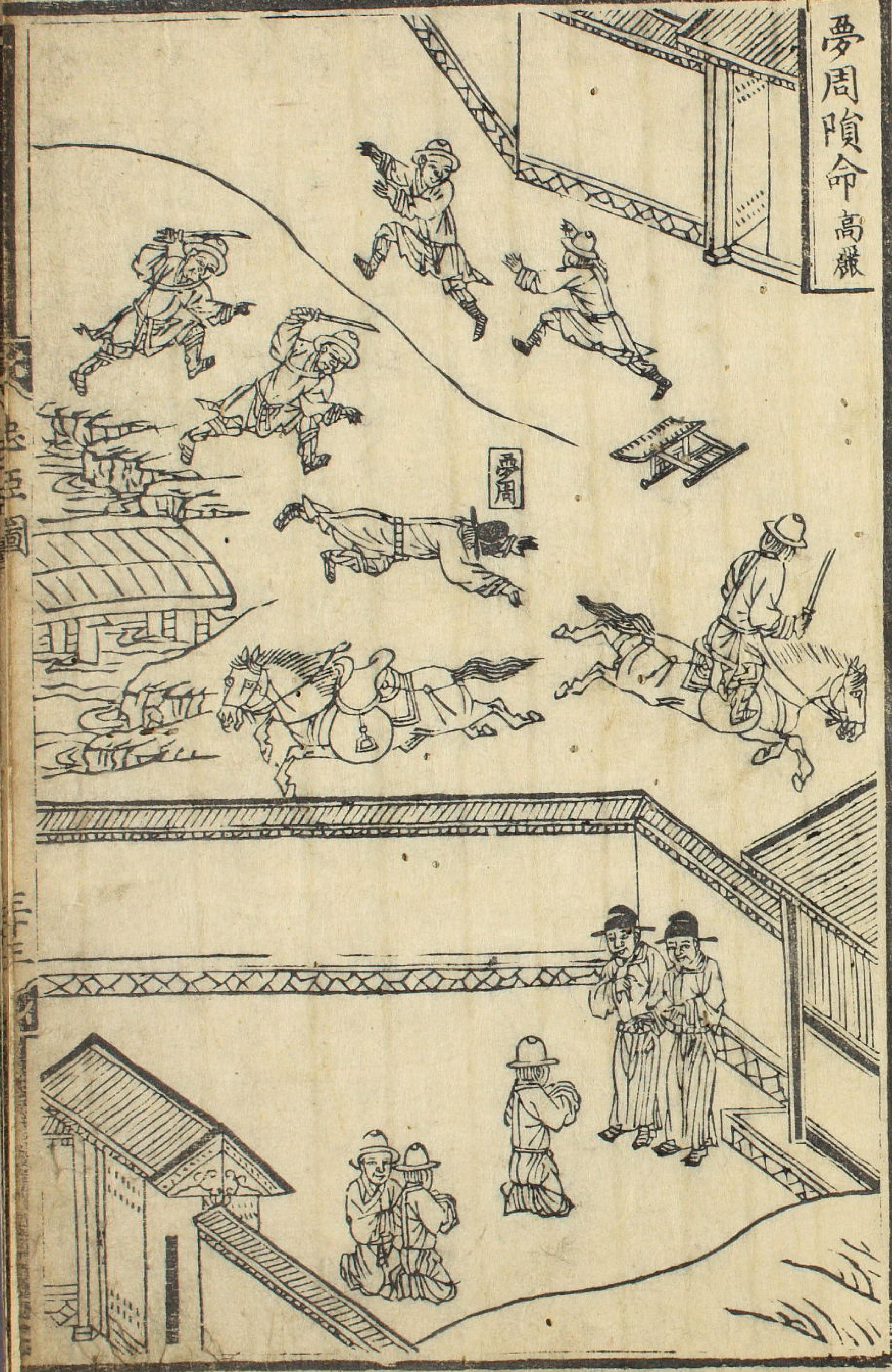
夢周隕命
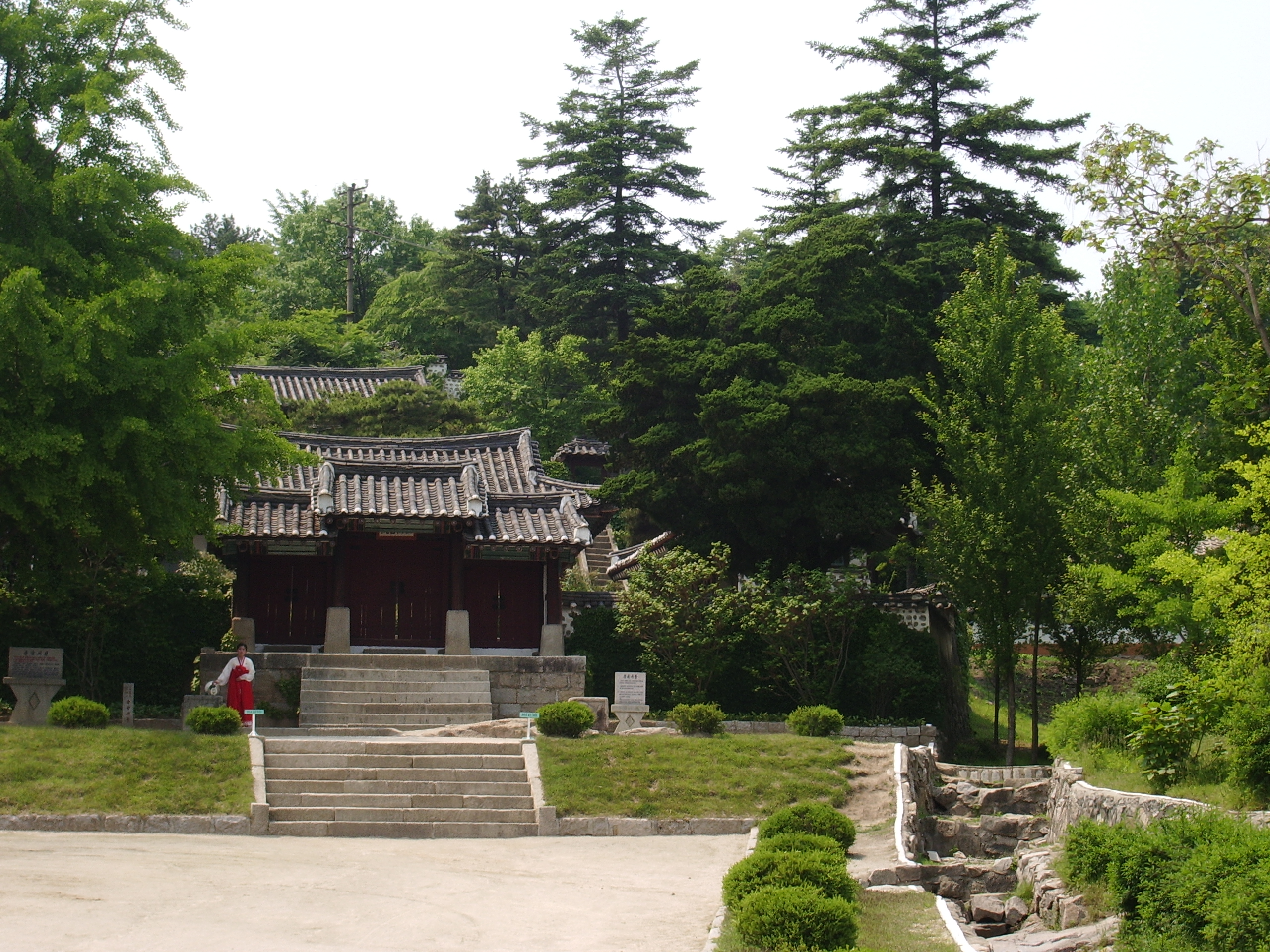
鄭夢周故居崧陽書院

## 家族
| 關係 | 姓名     | 封號         |
| ---- | -------- | ------------ |
| 父   | 鄭云瓘   |              |
| 母   | 永川李氏 | 卞韓國大夫人 |
| 妻   | 慶州李氏 |              |
| 子   | 鄭宗誠   |              |
| 子   | 鄭宗本   |              |
| 妾   | 無名     |              |
| 庶子 | 鄭宗和   |              |

## 外部連結
- 郑梦周:NaverCast (韓語)